# 日本コンピュータゲーム協会
日本コンピュータゲーム協会（にっぽんコンピュータゲームきょうかい、英: Japan Computer Game Association、略称:JCGA）は、主にパーソナルコンピュータ向けゲームソフトウェアを開発する企業または個人を構成員とする日本の任意団体。

## 協会概要
1999年9月3日、PCG発足。2001年7月26日、日本コンピュータゲーム協会に名称を変更。
1990年代から衰退傾向にあるパーソナルコンピュータ向け一般ゲームの振興を図る目的で結成された。ガイアックスやMSXアソシエーションなどの企業・団体と提携して各種イベントや1980年代のPC向けゲーム復刻作業を精力的に行っている。

## 役員
会長
- 加藤正幸（日本ファルコム株式会社会長）

事務局長
- 谷逸平（株式会社工画堂スタジオ代表取締役社長）

## 会員
法人会員
- インターレックス株式会社
- 株式会社呉ソフトウェア工房
- 株式会社工画堂スタジオ
- システムソフト・アルファー株式会社
- ニッポン・クリエイト株式会社
- 日本ファルコム株式会社
- 株式会社マイクロキャビン
- 株式会社D4エンタープライズ
- 株式会社ウェブマネー
- 株式会社アートディンク
- 株式会社スタジオアートディンク
- 株式会社ベッコアメ・インターネット
- 株式会社エーアイ
- 株式会社ハッピーシード
- アクティブサポートジャパン合同会社
- 株式会社セキュリティエージェント
- ルーセント・グローバル株式会社
- 株式会社ヴァンガード

個人会員
- 堀誠一（ガンホー・オンライン・エンターテイメント）
- 青柳昌行（エンターブレイン）
- 宮迫靖（株式会社D・A・G）
- 八巻龍一（D4E）
- 早川ゆき（ワウテック株式会社）

旧会員
- ボーステック株式会社 - Bbmf（現ビーグリー）に吸収合併され消滅